# Stotzheim
Stotzheim é uma comuna francesa na região administrativa de Grande Leste, no departamento Baixo Reno. Estende-se por uma área de 13,61 km². Em 2010 a comuna tinha 1 110 habitantes (densidade: 81,6 hab./km²).